# Serra Mitjana (Tremp)
La Serra Mitjana és una serra del terme municipal de Tremp, antigament del de Gurp de la Conca. Pertany tota ella a la conca de la Noguera Pallaresa i, per tant, al Pallars Jussà. Només el seu extrem occidental arriba a tocar la carena que divideix la conca d'aquest riu amb la de la Noguera Ribagorçana, ja que al Gravet enllaça amb la Serra de Sant Adrià, que sí que divideix conques.
Tot el sector oriental de la serra, a prop del poble de Gurp, és més conegut amb el nom de Montibarri, nom del paratge, que amb el de Serra Mitjana, nom de la serra, pròpiament.
El seu cim més alt és el Gravet, de 1.343,4 m. alt., situat a l'extrem nord-occidental de la serra, on enllaça amb l'esmentada Serra de Sant Adrià, cap al sud, i amb la Serra de Gurp, cap al nord.
Per la carena de la Serra Mitjana discorre la pista rural, sense asfaltar, però en bon estat, que comunica Tremp, Talarn i Gurp amb Esplugafreda, Sapeira, el Pont d'Orrit i la resta de pobles ribagorçans del terme municipal de Tremp, a més de la carretera A-14, per la qual es pot comunicar amb el Pont de Montanyana, Areny de Noguera, el Pont de Suert i la Vall d'Aran.